# 미나가와 준코
미나가와 준코(皆川 純子, 1975년 11월 22일 ~ )는 일본의 여성 성우이다. 이바라키현 쓰치우라시 출신이며, 소속사는 도쿄 배우 생활협동조합(東京俳優生活協同組合)이다.

## 출연작

### TV 애니메이션
2001년
- 테니스의 왕자(에치젠 료마)

2003년
- 나루에의 세계(나나세 카나카)
- 크르노 크루세이드(요슈아 크리스토퍼)
- 무적뱅커 크로켓(비엔나)
- 신나는 과학 어드벤처 아하 그렇구나!(유키오)
- 무인행성 서바이브(신고)
- 신혼합체 고단나(사루와타리 시노부)

2004년
- 판타스틱 칠드런(토마)

2005년
- 신비한 별의 쌍둥이 공주(쉐이드/이클립스)
- 딸기 마시마로(사사즈카, 아나 코폴라의 모친)
- 마법선생 네기마(유키히로 아야카)
- 이 사람이 나의 주인님(나카바야시 요시타카)
- 작안의 샤나(캄신 네브하워)
- ARIA The ANIMATION(아키라 E. 페라리)
- WORKING!!(시라후지 교코)
- 츠바사 크로니클(류오)

2006년
- 신비한 별의 쌍둥이 공주 꼬옥!(쉐이드)
- 네기마?!(유키히로 아야카)
- 코드기어스 반역의 를르슈(코넬리아 리 브리타니아)
- ARIA The NATURAL(아키라 E. 페라리)

2007년
- 작안의 샤나 Second(캄신 네브하워)

2008년
- ARIA The ORIGINATION(아키라 E. 페라리)
- 코드기어스 반역의 를르슈R2(코넬리아 리 브리타니아)
- 유희왕 5D's (미스티)

2009년
- 판도라 하츠 (오즈 베델리우스)
- 캠퍼 (미나가와 히토미)

2010년
- 디지몬 크로스워즈 (리볼몬)

2012년
- 신 테니스의 왕자 (에치젠 료마)
- 남자 고등학생의 일상 (나고 씨)

2014년
- 새벽의 연화 (윤)

2016년
- 슈퍼 러버즈 (카이도 렌)
- 미소녀전사 세일러문 크리스탈 시즌 3 (텐오 하루카/세일러 우라누스)
- 매직큥! 르네상스 (치카마츠 쥬리)

2017년
- 키라키라☆프리큐어 아라모드(줄리오/피카리오)

### OVA
2006년
- 테니스의 왕자 OVA(에치젠 료마)

2007년
- 딸기 마시마로 OVA(사사즈카)
- ARIA The OVA ~ARIETTA~(아키라 E. 페라리)

2009년
- 딸기 마시마로 encore(사사즈카)

### 극장판 애니메이션
- 아리아 : 더 베네디지오네(2021) - 아키라
- 크레용 신짱 극장판 - 폭풍을 부르는 영광의 야키니쿠로드(2003) - 아마기
- 테니스의 왕자 - 두사람의 사무라이 (2005) - 에치젠 료마
- 테니스의 왕자 - 아토베로부터의 선물 (2005) - 에치젠 료마
- 테니스의 왕자 - 영국식 테니스성 결전 (2011) - 에치젠 료마

### 게임
2001년
- 두근두근 메모리얼3 ~약속의 그 장소에서~(신죠 세리카)

2005년
- 제로 ~문신의 소리~(쿠로사와 케이, 쿠제 레이카)
- 테니스의 왕자: 학원제의 왕자님(에치젠 료마)

2006년
- ARIA The NATURAL ~먼 기억의 미라쥬~(아키라 E. 페라리)

2009년
- 테니스의 왕자: 좀 더 학원제의 왕자님(에치젠 료마)

2010년
- 영웅전설 제로의 궤적(와지 헤미스피어)

2011년
- 영웅전설 벽의 궤적(와지 헤미스피어)
- 테니스의 왕자: 두근두근 서바이벌(에치젠 료마)

2014년
- 바요네타 2(로키)

2015년
- 테니스의 왕자: Go to the top(에치젠 료마)

#### 온라인 게임
- 마비노기 영웅전(드윈, 피오나)

### CD

#### 드라마CD
- ARIA The ANIMATION Drama CD 시리즈(아키라 E. 페라리)
- 너와 나 (만화) DramaCD 시리즈 (아사바 유키)
- 판도라 하츠 Drama CD 시리즈 (오즈 베델리우스)
- 괴로울 땐 별들에게 물어봐 Drama CD 시리즈(후지시마 타카라)
- 뇌쇄미인 (만화) Drama CD 시리즈(카지와라 우미)
- 영웅전설 벽의 궤적 ~미래로의 길~ (와지 헤미스피어)